# ゲオルク・フィリップ・テレマン

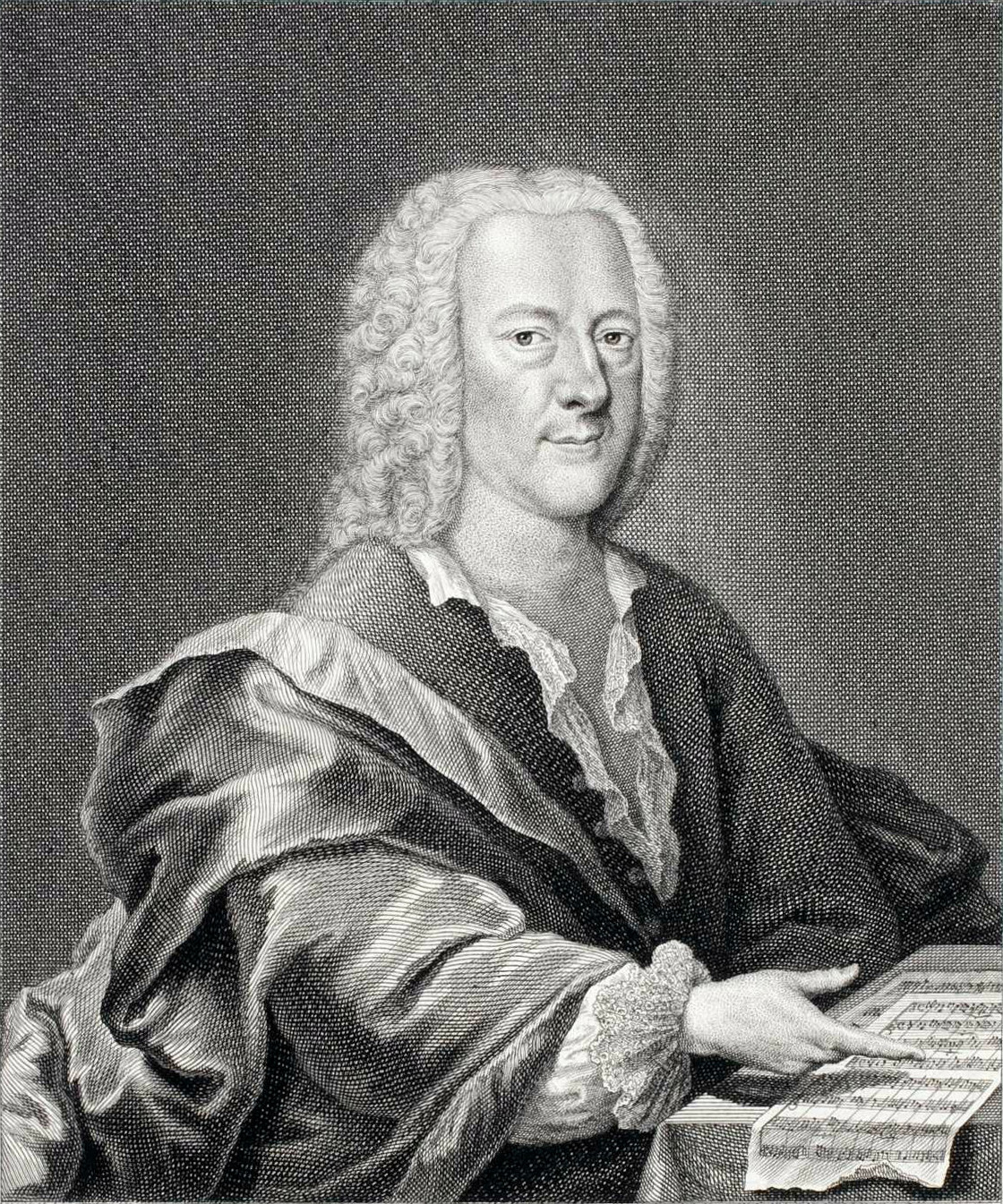
ゲオルク・フィリップ・テレマン（1745年頃）

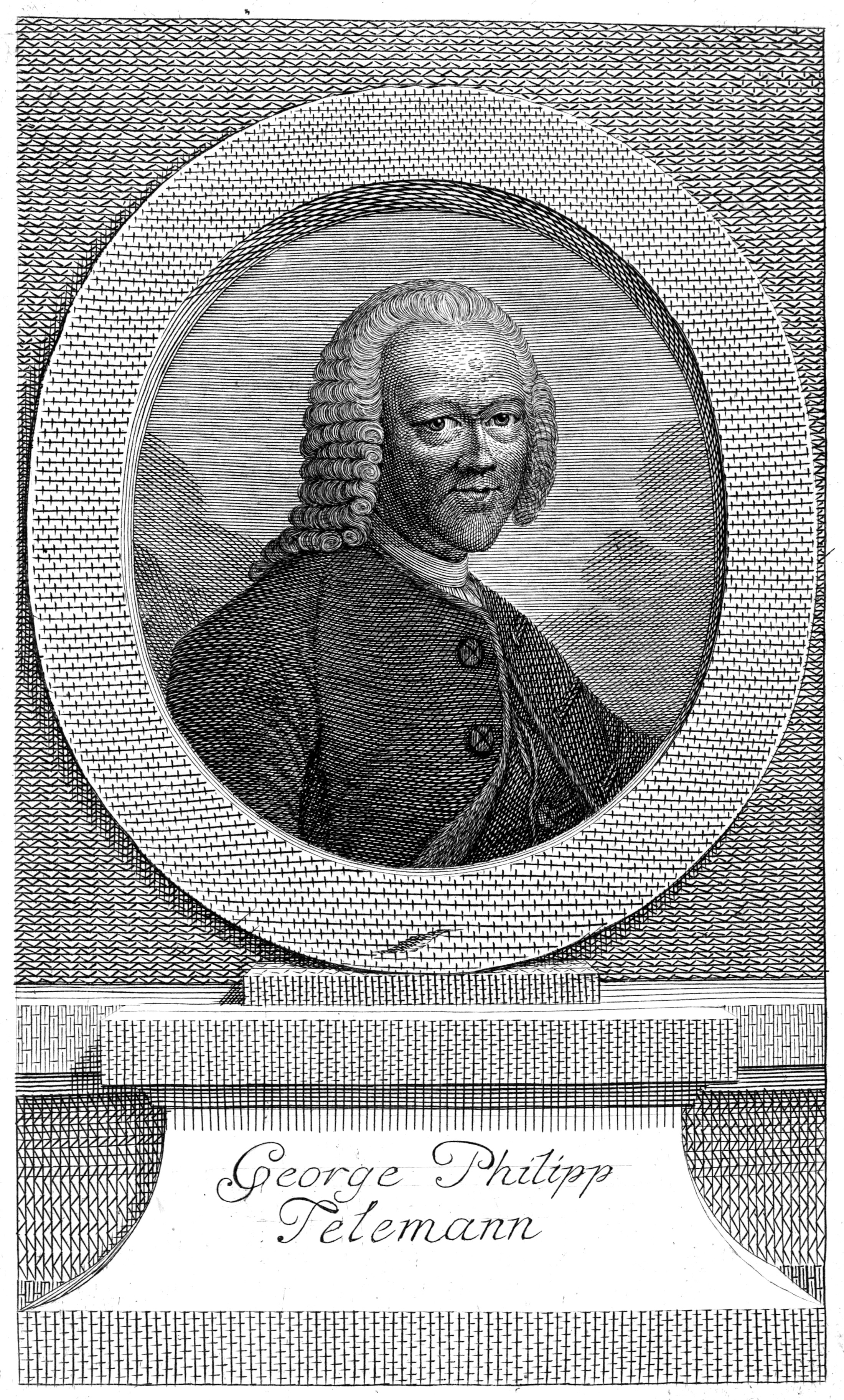
テレマンの肖像画（1764年）

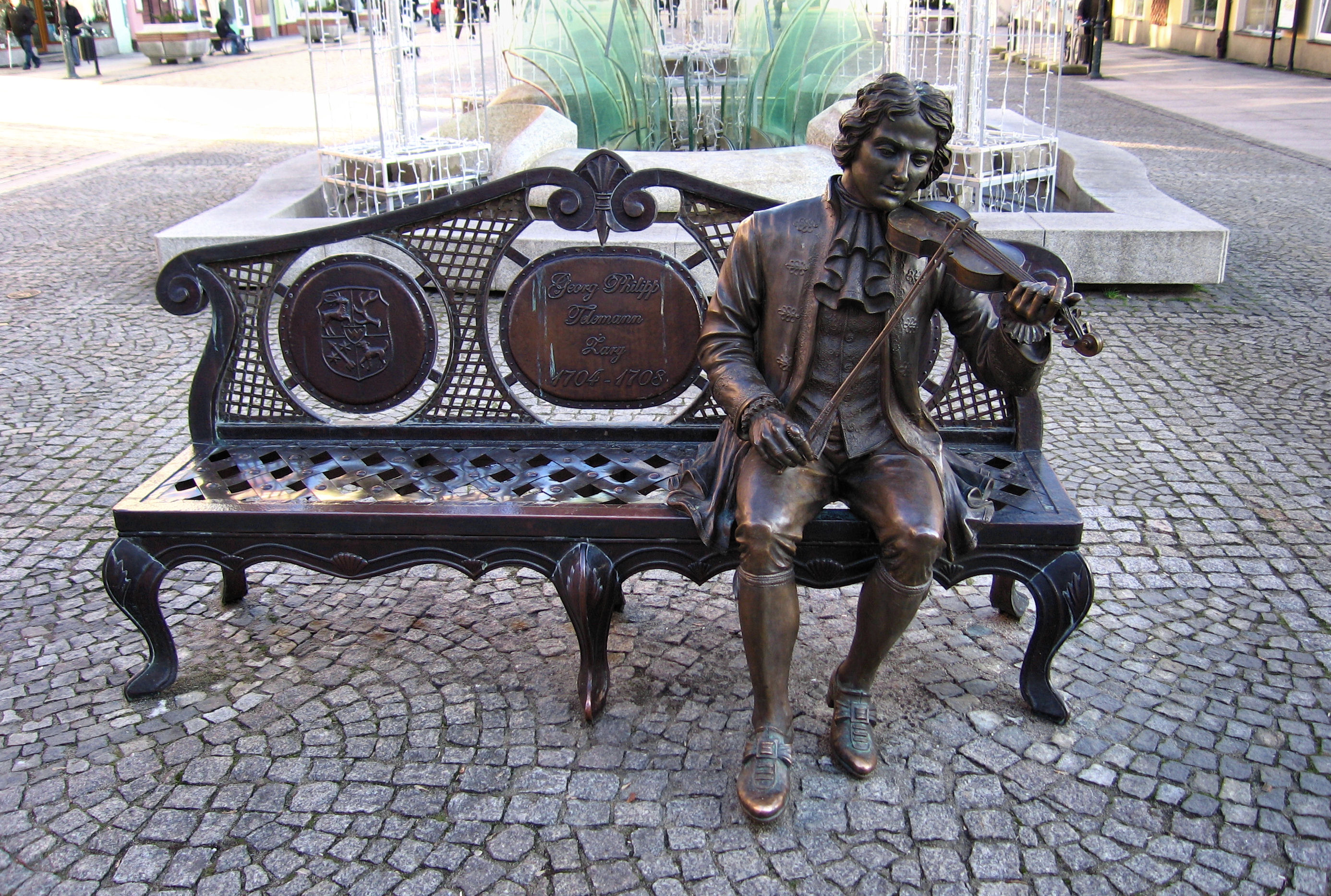
ソラウ（現在のポーランド領ジャリ）のテレマン像

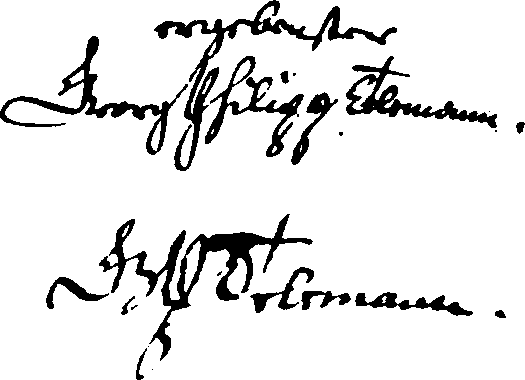
テレマンのサイン（1714年と1757年）

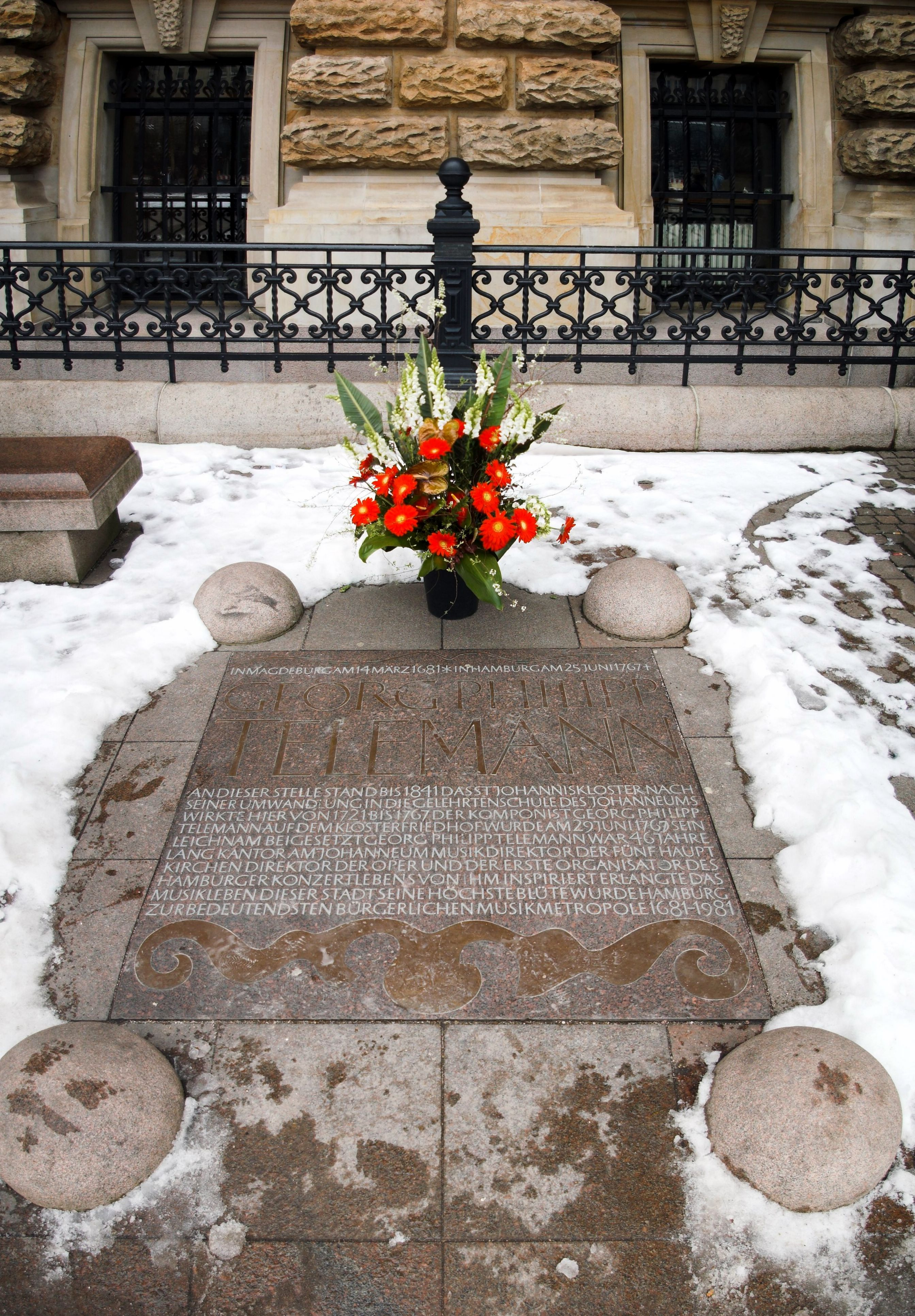
ハンブルク市庁舎の記念碑

ゲオルク・フィリップ・テレマン（Georg Philipp Telemann、ドイツ語発音: [geˈɔrk/ˈgeːɔrk ˈfiːlɪp ˈteːləman]（ゲオルク・フィーリプ・テーレマン）、1681年3月24日 - 1767年6月25日）は、ドイツの作曲家。

## 人物
テレマンは後期バロック音楽を代表するドイツの作曲家で、40歳以降は北ドイツのハンブルクで活躍した。18世紀前半のドイツにおいて高い人気と名声を誇り、フランスでの人気も高かった。クラシック音楽史上もっとも多くの曲を作った作曲家として知られる。自身もヴァイオリン、 オルガン、ハープシコード、リコーダー、リュートなど多くの楽器を演奏することができ、特にヴァイオリンとリコーダーについては高い技術を有する名人であった。
同時代の作曲家であったゲオルク・フリードリヒ・ヘンデルとはライプツィヒ大学時代からの友人で、頻繁に手紙のやり取りをしていたほか、ヨハン・ゼバスティアン・バッハとも親密な交友関係にあり、バッハの次男カール・フィリップ・エマヌエルの名付け親にもなった。また、1750年にバッハが死去した時には、バッハの業績を最大限に称える追悼の言葉を送っている。
彼の音楽様式には、20歳代～30歳代に触れたフランス・イタリア・ポーランドの民族音楽、特に舞曲からの影響があり、ドイツの様式も含めてそれらを使いこなし、ロココ趣味の作風も示した。彼は86歳と長生きだったため、晩年はハイドンの青年時代などと重なり、高齢でも創作意欲が衰えなかった。トリオソナタの編成で『ディヴェルティメント』と書かれた晩年の作品もあり、常に新しい音楽傾向の先頭に立ち続けた。日本ではテレマンへの注目も高く、日本テレマン協会が1969年に発足（当時は大阪テレマン協会）して現在に至っている。

## 生涯

### ハンブルク以前
テレマンは1681年、ドイツ東部マクデブルクの中流家庭に生まれ、ルター派 プロテスタントの洗礼を受けた。父ハインリヒ（1646-1685）は伝道師で、テレマンが4歳になる前に亡くなり、やはり先祖が牧師の家系であった母マリア（?-1710）に育てられた。テレマン家もバッハ家ほどではないが先祖に何人かの音楽家を出している。
マクデブルクの小学校ではヴァイオリン、リコーダー、ツィターなどを演奏して級友と音楽に親しんだ。10歳で同地のギムナジウムに出席するようになり、カントルからドイツの詩や文学について高いレベルの指導を受けるようになった。ラテン語、ギリシャ語の成績がよかったが、音楽については短期間で長足な進歩があったので歌唱指導を任せられた。その間カントルが作曲しているスコアを後ろから見るのが楽しく、なぜか興奮したと自叙伝に述べている。
やがてほとんど独学で楽譜の書き方を習得し、自分でも作曲を始めるようになり、12歳でオペラを作曲した。テレマンの母は息子が音楽の道へ進むことには反対であったが、テレマンは楽器を取り上げられたり音楽活動を禁じられたりしても隠れて作曲の勉強を続けた。
およそ13歳の頃、彼は母の方針により、音楽から引き離す目的でツェラーフェルトに追いやられることになった。しかし、ここでは病気の教師に代わって作曲・指揮を行い、成功を収める。4年後、ヒルデスハイムに移ってギムナジウムで学んだ。ここでは校長が書いた劇のアリアを作曲して好評を得た。当時は1年生150人の生徒の中で3番の成績であったとテレマン本人は自慢している。在学中にヒルデスハイムからほど近いハノーファーとブラウンシュヴァイクにしばしば出かけ、劇音楽、教会音楽、イタリア音楽に触れた。
1701年（20歳）になったテレマンは、母の意向に従って大学に通うことに決め、ライプツィヒに向かった。途中立ち寄ったハレで、すでに有名になっていた若いヘンデルと知り合い、後年ヘンデルがイギリスへ移住してからも彼らは互いに手紙で交流を続ける間柄になった。ライプツィヒ大学では法学を学ぶと同時に、学内では学生と市民からなる楽団コレギウム・ムジクムを統率した。
1704年（23歳）、プロムニッツ伯爵の招きを受けて現ポーランド領ルブシュ県のゾーラウ（現ジャルイ）の宮廷楽長になると、伯爵が好むフランス風の作風を学ぶためにジャン・バティスト・リュリやアンドレ・カンプラの楽譜を研究して手法をマスターし、フランス風管弦楽組曲を2年間に200曲も作曲したことをテレマン本人は記録している。
この宮廷では1年間の半分をポーランド、シュレージェン地方のプレッセで過ごしたので、この地やクラカウでポーランド音楽を、きっすいの野趣たっぷりの姿で味わうことができた。「注意深い人なら、彼らの音楽を一週間聞いたら、たっぷり一生役立つぐらいたくさんのヒントをくみとることができるだろう」とテレマンは書いている。しかし、やがて大北方戦争の影響で職を辞さねばならなくなった。
1708年（27歳）、アイゼナハの宮廷に招かれて、 「宮廷秘書」 の肩書を与えられ、宮廷礼拝堂楽団を組織した。この時期、アイゼナハの出身でヴァイマルの宮廷オルガニストを務めていたバッハと知り合い、終生の親交を結ぶことになった。翌1709年、アマーリエ・ルイーゼ・ユリアーネと最初の結婚をしたが、1年あまりで娘を得たあと、すぐに妻を失っている。
1712年（31歳）に自由都市フランクフルト・アム・マイン市の音楽監督、2つの教会（Barfüßerkirche－現パウロ教会、カタリーナ教会）の 「教会楽長」 に続けて就任した。また、アイゼナハから 「不在楽長」 の任命を受け、教会と宮廷のために必要な作品を書き送ることになった。
1719年（38歳）、ポーランド王兼ザクセン選帝侯アウグストが神聖ローマ皇帝ヨーゼフ1世の娘マリア・ヨーゼファとドレスデンで結婚式を挙げ、延々と華麗な祝典が行われた。この時テレマンは同地を訪れ、ヴェネツィアから来ていたアントニオ・ロッティの２つのオペラ等を聞いたと書き記している。その歌手として特にロッティ夫人を初め6人の歌手の名を挙げていて、イタリア・オペラから大きな感銘を受けたことが伺われる。またこの時イタリアの名手フランチェスコ・マリア・ヴェラチーニのヴァイオリン演奏にも触れた。

### ハンブルク時代
テレマンの最大の転機は1721年（40歳）に訪れた。ハンザ自由都市 ハンブルク市の音楽監督・兼・ヨハネウム学院のカントルだったヨアヒム・ゲルステンビュッテルが亡くなり、その後任に選ばれてハンブルクに移住したのである。およそ一年後、ひさしの傾いていたハンブルク市の歌劇場が再建され、その音楽監督と歌劇の作曲も引き受けることになった。
そののち亡くなるまでの46年間、彼はハンブルク市の音楽全体を指導する監督の位置にあり、オペラ、コンサート、教会音楽の演奏や出版を次々と行い、当時のヨーロッパでは随一とも言われるほどの高い人気と名声を獲得していった。1722年、ライプツィヒ聖トーマス教会の楽長クーナウが亡くなった時、ライプツィヒ市当局はクーナウの後任としてまずテレマンを招聘しようとしたが断られたため、仕方なく当時は中程度の知名度に過ぎなかったバッハを招聘したという記録があるほど、当時のバッハは作曲家としてはテレマンよりも格段に低い扱いを受けていた。しかし、そのような一般民衆の評判とは何ら関係なく、テレマンはバッハの音楽の良き理解者であり、前記の通りテレマンとバッハは生涯にわたって深い親交を結んでいた。
1726年（45歳）、遠く離れた中部ドイツのバイロイト宮廷からも楽長に任命され、折にふれて器楽作品を書き送るほか、毎年ひとつずつ歌劇を提供するようになった。1729年（48歳）、ロシアから赴任の要請を受けたが、結局これには応じなかった。「腰を落ちつけたい気持ちが、高い栄誉への慾望よりも強かった」と自叙伝に記している。
1737年（56歳）9月末から8か月、パリに滞在した。そこで新しい四重奏曲集（「パリ四重奏曲」）と6曲のソナタ集を出版した。この四重奏曲をフラウト・トラヴェルソの名手ミシェル・ブラヴェが素晴らしく演奏したとテレマンは書いている。その他、詩篇、協奏曲、カンタータなどを作曲し、コンセール・スピリチュエルで演奏され、たいへんな栄誉を受けた。
テレマンは、裕福な市民層を相手に作品の予約販売という方法で成功を収めたほか、隔週の市民向け音楽雑誌 「忠実な音楽の師」 を刊行、毎号、新作楽譜を掲載し、必ず続きは次の号に載せることで継続して買ってもらうという、新手の商法を生み出した商売上手であった。彼の作る曲は常に当時のヨーロッパ社会の流行の先端を行く作風であり、また複雑で難解とされるバッハなどの曲と違ってアマチュアにも演奏しやすかったため、当時の貴族や富裕層の人々からは大いに親しまれていた。
しかし、音楽の世界での成功とは裏腹に、彼の結婚は失敗続きであった。彼は最初の妻と1人の娘をもうけて15ヶ月で死別した後、1714年にマリア・カテリーナと再婚し、合計9人の子ども（誰も音楽家にならなかった）を授かったが、この2番目の妻マリアはスウェーデンの将校と関係を持っているとの噂だったため、結婚は1720年代前半までにすでに問題を抱えていた。マリアはギャンブルに熱中してテレマンの年収を超える4400ライヒスターラーにも上る莫大な負債をこしらえた が、ハンブルクの商人達の助けで、彼は破産から救われた。1736年までにマリアはテレマンの家を出た。彼女は夫より約8年長生きして、フランクフルトの修道院で1775年に亡くなった。
長男アンドレアスが1755年に死んだあと、テレマンはアンドレアスの息子ゲオルク・ミヒャエル・テレマン（de:Georg Michael Telemann、1748年4月20日－1831年3月4日）を引き取り、後にゲオルク・ミヒャエルは音楽家および神学者として著名になった。晩年、テレマンの視力は悪化し始め、1762年ごろまでにかなり健康が悪化したが、創作意欲には何ら支障はなく、1767年6月25日の夕方に呼吸器疾患による衰弱のため86歳で死去するまで作曲を続けていた。
テレマンの死後、長年の友人であったバッハの次男カール・フィリップ・エマヌエル・バッハが彼の後任としてハンブルクの音楽監督になったが、エマヌエルが着任するまでの間はゲオルク・ミヒャエルが監督の職務を代行した。そしてエマヌエルの死後はゲオルク・ミヒャエルが正式に後任の監督になり、テレマンとバッハの交友関係は孫の代まで長く続いた。

## 作品
テレマンは当時のヨーロッパ各国の舞曲を研究し、曲の中に取り入れた。その作風は多様で、一口では言えないが、あえて簡単に言えばバロック音楽と古典音楽の中間に位置している。
彼は冗談のセンスも高く、「老人たち」という作品名で前世代を揶揄するという感性や、結婚生活の不毛についてのオペラ作品や、学校教師の自尊心を皮肉った作品もある。しかし、その作風があまりにも当時のヨーロッパ社会の流行に迎合し過ぎていたためか、本人の死後は急速に評価が下がり、知名度はバッハと逆転した。それでも、「無伴奏ヴァイオリンのためのファンタジア」は教育用として用いられ、モダン楽器による作品の演奏も途絶えることはなかったが、彼の全作品が隈なく古楽器演奏の評価の対象になったのは少なくとも1990年代以降のことである。
テレマンは86年の長い生涯で膨大な数の曲を作ったことで知られ、『ギネス世界記録』においても、クラシック音楽の分野で最も多くの曲を作った作曲家として、正式に認定されている。ドイツ語版ウィキペディアによるとテレマンの曲は現在3600曲以上が確認されているが、既に楽譜が失われている曲や未発見の曲も多いと見られ、実際の総作品数は少なくとも4000曲を超えるものと考えられている。ベーレンライター社からテレマン全集 が出版され続けているものの、同時期に始まった新バッハ全集の編集が20世紀に終わって現在は補遺版の刊行が行われているのに比べ、テレマンの作品群は21世紀に入っても整理し切れていないばかりか、21世紀中の全作品の刊行も難しいと見られている。
12歳以降の74年間、生涯にわたって現役であったテレマンは、少なくともオペラ40曲、室内楽200曲、協奏曲170曲、管弦楽組曲600～700曲、受難曲46曲、教会カンタータ1700曲以上などの膨大な曲を残した。一般に17世紀後期から18世紀にかけてのバロック時代のヨーロッパでは、教会の礼拝用または王侯貴族や富裕層などの娯楽や祝祭典用など様々な方面において音楽の需要が増加していたため、当時の著名な作曲家たちは必然的に多作になる傾向があったが、特にテレマンの作品数は、現在知られている同世代のアントニオ・ヴィヴァルディの作品数800曲以上やヘンデルの作品数600曲以上、バッハの作品数1100曲以上などと比較しても群を抜いている。
マルティン・ルーンケによるテレマン作品主題目録番号 (TWV)、ヴァルター・メンケによるテレマン声楽作品目録（TVWV）がある。TWVは楽曲の種類によって番号が分けられており、1～15：宗教声楽曲、20～25：世俗声楽曲、30～39：器楽曲、40～45：室内楽曲、50～55：管弦楽曲となっている ため、通常はTWVで表記することが多い。例えばターフェルムジーク第1集の第1曲「序曲 ホ短調」は、ジャンル番号が55（管弦楽組曲）、調性がe（ホ短調）のグループの1番の番号を与えられ、TWV 55:e1 と表記される。TWV 41 以降はほぼ調性と併記されているが、声楽曲・器楽曲には調性の表記がなく、「ブロッケス受難曲」にはジャンル番号5(受難曲）の1番で、TWV 5:1 という番号が与えられている。
最晩年には「53平均律の使い方」という文章（フイヘンス=フォッカー微分音財団のHPを参照）を発表した。そこには「トリプル・フラット」や「トリプル・シャープ」といった新しい臨時記号の概念が記されている。

## 主要楽曲

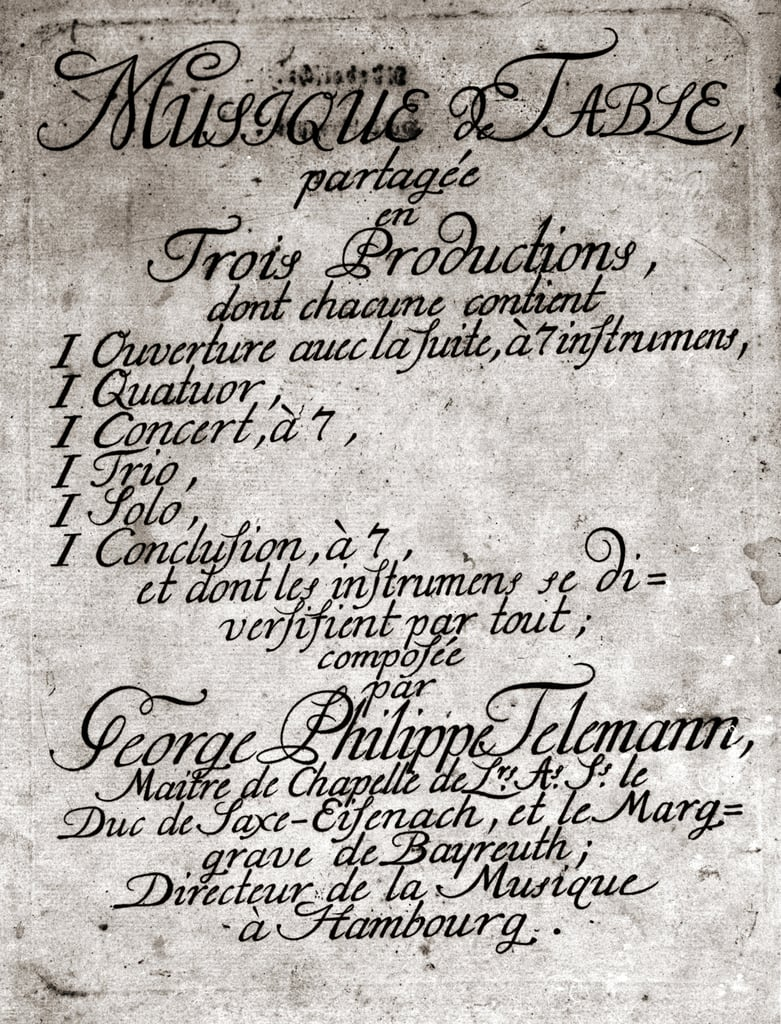
ムジク・ド・タブレ（ターフェルムジーク）の楽譜の表紙

### ターフェルムジーク
ターフェルムジーク（食卓の音楽、原題は「ムジク・ド・タブレ」 (仏語:Musique de table) 1733年に出版）。宮廷の宴席で好んで演奏された室内楽を集めたもの。三つの曲集からなり、各々の曲集に、管弦楽組曲、コンチェルト、クヮトゥオル、トリオ・ソナタ、ソロ・ソナタといった異なった器楽合奏曲が含まれ、「バロック音楽の百科全書」とも呼ばれている。この作品を販売するに当たっては、特別価格での提供と予約者を当作品集の冒頭に記載すると広告したところ、ドイツ国内、海を越えてイギリスからヘンデルが、フランスやロシア、スウェーデンからも予約注文が集まった。
- 管弦楽組曲：徐 - 徐 - 急 - 急の序曲に始まり、以下、舞曲や標題のついた楽章が続く。
- 四重奏曲：3つの独奏楽器と通奏低音から独立したパートも持つヴィオラ・ダ・ガンバ（チェロ）と通奏低音で演奏され、実際は5つの楽器で演奏される。教会ソナタ形式。
- 協奏曲：コンチェルト・グロッソ形式の協奏曲。
- トリオ・ソナタ：2つの独奏楽器と通奏低音の計4つの楽器で演奏される。教会ソナタ形式。
- ソロ・ソナタ：1つの独奏楽器と通奏低音の計3つの楽器で演奏される。教会ソナタ形式。

- 第1集
  1. 第1曲 序曲（管弦楽組曲） ホ短調 TWV 55:e1 - 2つのフルート、弦楽合奏と通奏低音
  2. 第2曲 四重奏曲 ト長調 TWV 43:G2 - フルート、オーボエ、ヴァイオリンと通奏低音
  3. 第3曲 協奏曲 イ長調 TWV 53:A2 - フルート、ヴァイオリン、チェロ及び弦楽合奏と通奏低音
  4. 第4曲 トリオ・ソナタ 変ホ長調 TWV 42:Es1 - 2つのヴァイオリンと通奏低音
  5. 第5曲 ソナタ ロ短調 TWV 41:h4 - フルートと通奏低音
  6. 第6曲 終曲 ホ短調 TWV 50:5 - 2つのフルート及び弦楽合奏と通奏低音
- 第2集
  1. 第1番 序曲（管弦楽組曲） ニ長調 TWV 55:D1 - オーボエ、トランペット及び弦楽合奏と通奏低音
  2. 第2曲 四重奏曲 ニ短調 TWV 43:d1 - リコーダー、2つのフルート及び通奏低音
  3. 第3曲 協奏曲 ヘ長調 TWV 53:F1 - 3つのヴァイオリン、ヴィオリーノ・グロッソと通奏低音
  4. 第4曲 トリオ・ソナタ ホ短調 TWV 42:e2 - フルート、オーボエと通奏低音
  5. 第5曲 ソナタ イ長調 TWV 41:A4 - ヴァイオリンと通奏低音
  6. 第6曲 終曲 ニ長調 TWV 50:9 - オーボエ、トランペット及び弦楽合奏と通奏低音
- 第3集
  1. 第1曲 序曲（管弦楽組曲） 変ロ長調 TWV 55:B1 - 2つのオーボエ、ファゴット及び弦楽合奏と通奏低音
  2. 第2曲 四重奏曲 ホ短調 TWV 43:e2 - フルート、ヴァイオリン、チェロと通奏低音
  3. 第3曲 協奏曲 変ホ長調 TWV 54:Es1 - 2つのホルン（ヴァルトホルン）、弦楽合奏と通奏低音
  4. 第4曲 トリオ・ソナタ ニ長調 TWV 42:D5 - 2つのフルートと通奏低音
  5. 第5曲 ソナタ ト短調 TWV 41:g6 - オーボエと通奏低音
  6. 第6曲 終曲 変ロ長調 TWV 50:10 - 2つのオーボエ、ファゴット及び弦楽合奏と通奏低音

### 出版された曲集
- 「忠実な音楽の師」（1728〜29年)

ガリバー組曲（アイルランドの風刺作家ジョナサン・スウィフトによるガリヴァー旅行記に基づく標題音楽）（TWV 40:108）など全68曲。ソナタや組曲の他、声楽曲やカノンなど種々の曲からなり、当時名の知れた音楽家たちに作品を無償で提供するように呼びかけていたため、バッハやゼレンカなど他人の曲も含まれている。
- 「音楽の練習帳」（1739〜49年)

全24曲（ソロ・ソナタとトリオ・ソナタが各12曲ずつ）。ソロ・ソナタは旋律楽器＋通奏低音またはチェンバロ独奏。トリオ・ソナタには旋律楽器＋チェンバロ＋通奏低音という変わった編成のものが4曲含まれている。

### 序曲・組曲
TWV 55 は管弦楽の序曲・組曲にあてられている。
- 序曲

「フォルカー」 変ロ長調 TWV 55:B5、 「ドン・キホーテのブルレスカ」 TWV 55:G10、 「アルスター」 ヘ長調 TWV 55:F11、 ヘ長調 TWV 55:F15、 ヘ長調 TWV 55:F18、 「昔と今の諸国の人々」 ト長調 TWV 55:G4
- 悲喜劇組曲への序曲 ニ長調 TWV 55:D22
- 2つのホルン、トランペット、弦合奏の序曲 ニ長調 TWV 55:D17
- 2つのホルン、2つのオーボエ、弦合奏と通奏低音のための序曲 TWV 55:F3
- ダルムシュタット序曲

ハ長調 TWV 55:C6、 ニ短調 TWV 55:d3、 ニ長調 TWV 55:D15、 ニ長調 TWV 55:D18、 ヘ短調 TWV 55:f 1、 ト短調 TWV 55:g4
- 組曲

「Les Cornes de Visbade」 変ロ長調 TWV 55:B4、 「ハンブルクの潮の満ち干」 ハ長調 TWV 55:C3、 「無窮動」 ニ長調 TWV 55:D12、 「喜び」 ヘ長調 TWV 55:F5、 「幸運」 ヘ長調 TWV 55:F8、 「狩り」 ヘ長調 TWV 55:F9、 「ミュゼット」 ト短調 TWV 55:g1
- 弦合奏と通奏低音の組曲 イ短調 TWV 55:a7
- ヴァイオリン、弦合奏と通奏低音の組曲 イ長調 TWV 55:A8
- ヴィオラ・ダ・ガンバ、弦合奏、通奏低音のための組曲 ニ長調 TWV 55:D6
- リコーダーと弦合奏のための組曲 イ短調 TWV 55:a2
- フルートと弦合奏のための組曲 ホ短調 TWV 55:e10
- 弦合奏と通奏低音の組曲 ホ長調 TWV 55:E1

### 管弦楽曲
- 英雄的音楽 TWV 50:31-42
- Grillen（コオロギ） Symphonie ト長調　TWV 50:1

### 協奏曲
TWV の分類では、TWV 51 が一つの独奏楽器とオーケストラの協奏曲、TWV 52 が2つの独奏楽器群とオーケストラの協奏曲、TWV 53 が3つの独奏楽器群とオーケストラの協奏曲、TWV 54 が4つ以上の独奏楽器群とオーケストラの協奏曲となっている。以下に挙げた他にも多数の複数楽器のための協奏曲があり、まだ完全に整理がついている状態ではない。
- ヴァイオリン協奏曲

イ長調 「蛙」 TWV 51:A4、 イ短調 TWV 51:a2、 イ長調 TWV 51:A2、 変ロ長調 TWV 51:B1、 ハ長調 TWV 51:C2、 ハ長調 TWV 51:C3、 ニ長調 TWV 51:D9、 ニ長調 TWV 51:D10、 ホ短調 51:e3、 ホ長調 TWV 51:E2、 ヘ長調 TWV 51:F2、 ト短調 TWV 51:g1、 ト長調 TWV 51:G7、 ト長調 TWV 51:G8、 ロ短調 TWV 51:h2
- ヴィオラ協奏曲 ト長調 TWV 51:G9【演奏例】
- ホルン協奏曲 ニ長調 TWV 51:D8
- オーボエ協奏曲

ハ短調 TWV 51:c1【演奏例】、 ハ短調 TWV 51:c2、 ニ長調 TWV 51:D5、 ニ長調 TWV 51:D6、 ニ短調 TWV 51:d1【演奏例】、 ニ短調 TWV 51:d2、 変ホ長調 TWV 51:Es1、 ホ短調 TWV 51:e1【演奏例】、 ヘ短調 TWV 51:f1、 ヘ短調 TWV 51:f 2【演奏例】
- オーボエ・ダモーレ協奏曲

イ長調 TWV 51:A2【演奏例】、ト長調 TWV 51:G3【演奏例】
- トランペット協奏曲　ニ長調 TWV 51:D7【演奏例】
- リコーダー協奏曲　ハ長調 TWV 51:C1【演奏例】
- フルート協奏曲

ニ長調 TWV 51:D2、 ト長調 TWV 51:G2
- 2つのヴァイオリンのための協奏曲

イ長調 TWV 52:A2、 イ長調 TWV 52:A3、 ハ長調 TWV 52:C2、 ニ長調 TWV 52:D3、 ニ長調 TWV 52:D4、 ホ短調 TWV 52:e4、 ト短調 TWV 52:g1、 ト長調 TWV 52:G1、 ト長調 TWV 52:G2
- 2つのヴィオラのための協奏曲　ト長調 TWV 52:G3
- 2つのホルンのための協奏曲

ニ長調 TWV 52:D1、 ニ長調 TWV 52:D2、 変ホ長調 TWV 52:Es1、 ヘ長調 TWV 52:F3、 ヘ長調 TWV 52:F4
- 2つのオーボエのための協奏曲　イ長調 TWV 52:A1、
- 2つのシャリュモーのための協奏曲

ハ長調 TWV 52:C1、 ニ短調 TWV 52:d1、
- 2つのフルートのための協奏曲

イ短調 TWV 52:a2、 変ロ長調 TWV 52:B1、 ホ短調 TWV 52:e2
- フルートとリコーダーのための協奏曲 ホ短調 TWV 52:e1【演奏例】
- リコーダーとヴィオラ・ダ・ガンバのための協奏曲　イ短調 TWV 52:a1【演奏例】
- オーボエとヴァイオリンのための協奏曲

ハ短調 TWV 52:c1、 ヘ長調 TWV 52:F2
- リコーダーとファゴットのための協奏曲　ヘ長調 TWV 52:F1
- フルートとヴァイオリンのための協奏曲　ホ短調 TWV 52:e3
- トランペットとヴァイオリン、チェロのための協奏曲　ニ長調 TWV 53:D5
- 2つのリコーダー、2つのオーボエのための協奏曲　変ロ長調 TWV 54:B2【演奏例】

### 器楽曲
- 無伴奏フルートのための12のファンタジア（1732〜33年） TWV 40:2-13
- チェンバロのための36のファンタジア（1732〜33年） TWV 33:1–36
- 無伴奏ヴァイオリンのための12のファンタジア（1735年） TWV 40:14-25
- 無伴奏ヴィオラ・ダ・ガンバのための12のファンタジア（1735年） TWV 40:26–37
- 4つのヴァイオリンのための協奏曲　TWV 40:201-204

### 室内楽曲
室内楽はTWVで５つのグループに分かれている。TWV 40 は通奏低音なし、TWV 41 は1独奏楽器と通奏低音、TWV 42 は2独奏楽器と通奏低音、TWV 43 は3独奏楽器と通奏低音、TWV 44 は4以上の独奏楽器と通奏低音。
- 6つのメソーディッシュ・ソナタ（1728年）
- メソーディッシュ・ソナタの続き（1732年）

単純な旋律を如何に装飾するかを説く練習を兼ねたソナタ集。
- ヴァイオリン・フルート・通奏低音のためのトリオ・ソナタ

ニ短調 TWV 42:d10【演奏例】、 ヘ長調 TWV 42:f 8、 ヘ短調 TWV 42:f1、 ヘ短調 TWV 42:f 2、 イ短調 TWV 42:a1、 イ短調 TWV 42:a4、
- オーボエ・リコーダー・通奏低音のためのトリオ・ソナタ

ハ短調 TWV 42:c2、 ハ短調 TWV 42:c7、 ホ短調 TWV 42:e6、 ヘ長調 TWV 42:F9、 ヘ長調 TWV 42:F15、 イ短調 TWV 42:a6
- 6つのトリオ（1718年）
- 6つの協奏曲と6つの組曲（1734年）
- 6つのコレルリ風ソナタ
- クァドリ（ハンブルク四重奏曲集）（1730年）
- 新しい四重奏曲集（パリ四重奏曲集）（1738年）

題名の「新しい」はクァドリ（1730年）が1736年にパリで「6つの四重奏曲」として再版されていたため、それに続く曲集としての意味がある。そのため両者をまとめてパリ四重奏曲全12曲とする例もあるが、音楽様式の明らかな違いから区別されるべきである。この作品も予約販売され、予約者の一覧の中にヨハン・ゼバスティアン・バッハの名が見られる。
- シンフォニア・スピリトゥオーザ　ニ長調　TWV 44:1

### 鍵盤楽曲
- クラヴサンのためのファンタジア集 TWV 33:1-36

### オラトリオ
テレマンは多数の受難曲を書いていて、TWV 5 は「受難オラトリオ及び受難曲」に当てられている。詳しくは英語版受難曲（テレマン）を参照。
- ブロッケス受難曲 （1716年） TWV 5:1
- マタイ受難曲 （1734年） TWV 5:19
- マルコ受難曲 （1743年） TWV 5:28
- マタイ受難曲 （1746年） TWV 5:31 【クルト・レーデル指揮による演奏例】
- マルコ受難曲 （1751年） TWV 5:36
- ルカ受難曲 （1752年） TWV 5:37
- ダンツィヒのマタイ受難曲（1754年） TWV 5:53
- ルカ受難曲 （1756年） TWV 5:41
- マルコ受難曲 （1763年） TWV 5:48

### 教会カンタータ
- 音楽による礼拝、あるいは教会カンタータ集（1726年）
- 音楽による礼拝、あるいは教会カンタータ集続編（1731年）

### オペラ
1738年にハンブルクオペラが閉鎖され一時期オペラから完全に離れたが、「ドン・キホーテ」のような作品が散発的に残っている。以下には、独語版ウィキペディアのテレマン歌劇作品一覧に挙げられた歌劇のうち、完全に残っているものだけを挙げた。50作のオペラを作曲したことがわかっている。（年代は初演年）
- 音楽の田園劇（1712年-1721年）　TWV 番号なし
- アルカディアのサチュロスたち（1719年,1724年）　TWV 21:8
- 寛容なソクラテス (1721年) 　TWV 21:9
- ゲンゼリッヒまたは美の勝利（1723年,1725年）　TWV 21:10
- ピンピノーネ（1725年）　TWV 21:15
- オルフェウス（1726年）　TWV 21:18
- ミリウェイズ（1728年）　TWV 21:24
- エンマとエギンハルト（1728年）　TWV 21:25
- ランゴバルト王フラヴィウス・ベルタリドゥス（1729年）　TWV 21:27
- ドン・キホーテ（1761年）　TWV 21:32